# Tượng đài Lenin (Kyiv)

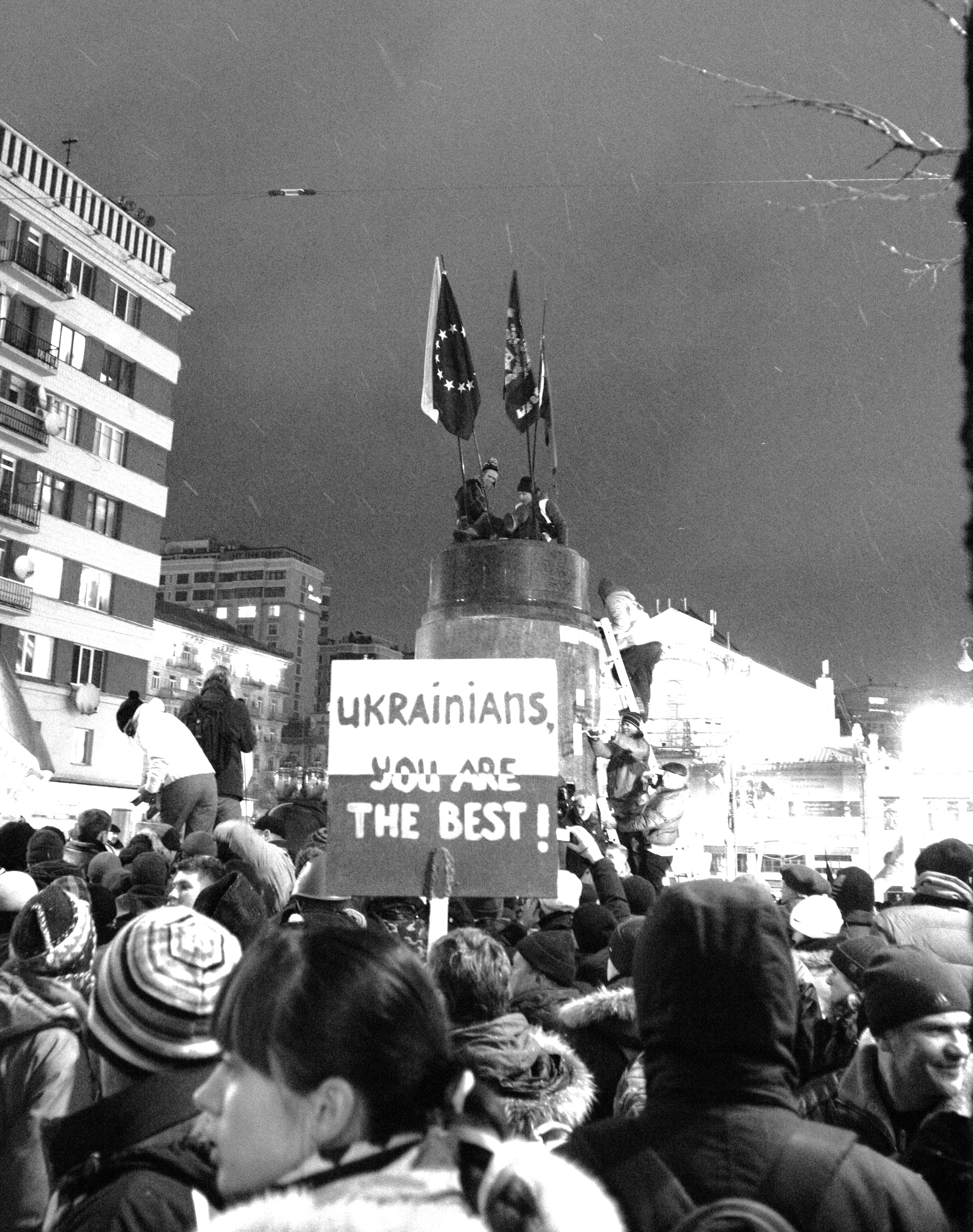
Những người biểu tình trên chân tượng sau khi nó bị kéo đổ.

Tượng đài Vladimir Lenin ở Kiev là một bức tượng để tưởng nhớ Vladimir Lenin, người sáng lập Liên Xô, ở Kiev, thủ đô của Ukraina. Tượng đài Lênin lớn hơn kích thước thật (3,45 mét [11,32 feet]) do nhà điêu khắc người Nga Sergey Merkurov khắc từ cùng một loại đá Karelian màu đỏ như Lăng Lênin. Nó được trưng bày tại Hội chợ Thế giới New York năm 1939 và được dựng lên trên Phố Khreshchatyk chính của Kyiv (tại ngã tư Đại lộ Shevchenko, đối diện Chợ Bessarabsky) vào ngày 5 tháng 12 năm 1946.
Bức tượng đã bị giật xuống khỏi bệ và bị người biểu tình đập nát vào ngày 8 tháng 12 năm 2013, như một phần của sự kiện Euromaidan, khi nhiều bức tượng khác của Liên Xô bị lật đổ. Chân tượng vẫn được giữ nguyên, và đôi khi trở thành địa điểm trưng bày các tác phẩm nghệ thuật và là nơi tranh luận chính trị. Kể từ năm 2016, nhiều tác phẩm điêu khắc hoặc sắp đặt khác nhau đã được trưng bày phía trước cột chân tượng.
Kể từ năm 2015 các tượng đài có liên quan đến chủ đề hoặc các nhân vật cộng sản đều là bất hợp pháp ở Ukraine.

## Việc kéo đổ tượng Vladimir Lenin ở Kiev
Sự kiện kéo đổ tượng Lenin tại Kiev như để thể hiện sự chống lại nước Nga và đặc biệt đó là thể hiện ý thức chống cộng của người dân Ukraina. Sự kiện này đã xảy ra vào ngày 8 tháng 12 năm 2013 trong bối cảnh biểu tình Euromaidan và lật đổ chính phủ Ukraina 2014 vào 1 năm sau đó vì phản đối các thái độ cũng như các lập trường thiên tả và yếu kém và thân Nga của chính quyền đương thời. Những người biểu tình đã kéo đổ tượng Vladimir Lenin nhằm phản đối và lên án tình trạng tham nhũng của chính phủ. Ngày 13 tháng 2 năm 2014, tượng được thay thế bởi 100 người mẫu mạ vàng như một công trình nghệ thuật. Việc tượng Lenin không được dựng lại cho thấy làn sóng lớn chống Nga cũng như chống chủ nghĩa cộng sản ở nơi đây.

### Bối cảnh
Tượng Lenin (cao 3.45m) được tạo bởi nhà điêu khắc Liên Xô Sergey Merkurov bằng loại đá đỏ Karelian giống như Lăng Lenin. Tượng được đặt tại Kiev vào ngày 5 tháng 12 năm 1946.

Theo như sắc luật của cựu tổng thống Ukraina, Viktor Yushchenko, bức tượng tiêu biểu cho sự độc tài toàn trị của Liên Xô nên bị hạ xuống sau khi Ukraina giành được độc lập.

Tuy nhiên, do sự phản đối của đảng Cộng sản Ukraina và nghị viên quốc hội Verhovna Rada, bức tượng cuối cùng của Lenin tại Kiev vẫn còn tồn tại.

Từ khi Ukraina độc lập khỏi Liên Xô, bức tượng này vẫn còn tồn tại mặc dù bị phá hoại nhiều lần, dẫn tới việc tuần tra thường xuyên của cảnh sát trong khu vực cũng như việc gia tăng canh gác của những người ủng hộ cộng sản.

### Đập phá
Vào ngày 1 tháng 12 năm 2013, một nhóm người che mặt đã thử kéo đổ bức tượng trong lúc phong trào phản đối Euromaidan đang dâng cao. Cảnh sát liền gửi một đơn vị cảnh sát chống biểu tình tới nhưng họ bị tấn công và phải rút lui. Các nhà lãnh đạo phong trào Euromaidan ngay lập tức lên án hành động này và việc xung đột với cảnh sát, cho đó là những thành phần kích động không liên quan tới cuộc biểu tình.

Tiếp theo đó, vào ngày 8 tháng 12 năm 2013, nhiều người đã kéo đổ bức tượng trong khi lực lượng cảnh sát chỉ đứng nhìn sự việc. Bức tượng bị vỡ khi rơi xuống đất. Đảng cực hữu Svoboda sau đó đã lên tiếng chịu trách nhiệm cho hành động này. Sau khi tượng bị lật xuống, đám đông bắt đầu hát quốc ca Ukraina. Một số người biểu tình sau đó nhặt các mảnh vỡ để làm kỷ niệm.

### Tiếp nối
Khởi đầu từ đó, tượng của Lenin trở thành mục tiêu tại các thành phố Ukraina khác. Cơ sở báo chí của Euromaidan tường thuật là vào đêm 21.02.2014 tượng Lenin cũng bị hạ đổ tại thành phố Zhytomyr. Các nguồn tin khác đăng tin, hình và video về tượng Lenin bị kéo đổ tại Boyarka, Slavuta, Bila Tserkva, Khmelnitsky và Bila Tservka.,

## Hình ảnh
Hình ảnh lúc và sau khi tượng bị hạ bệ